# 다리미

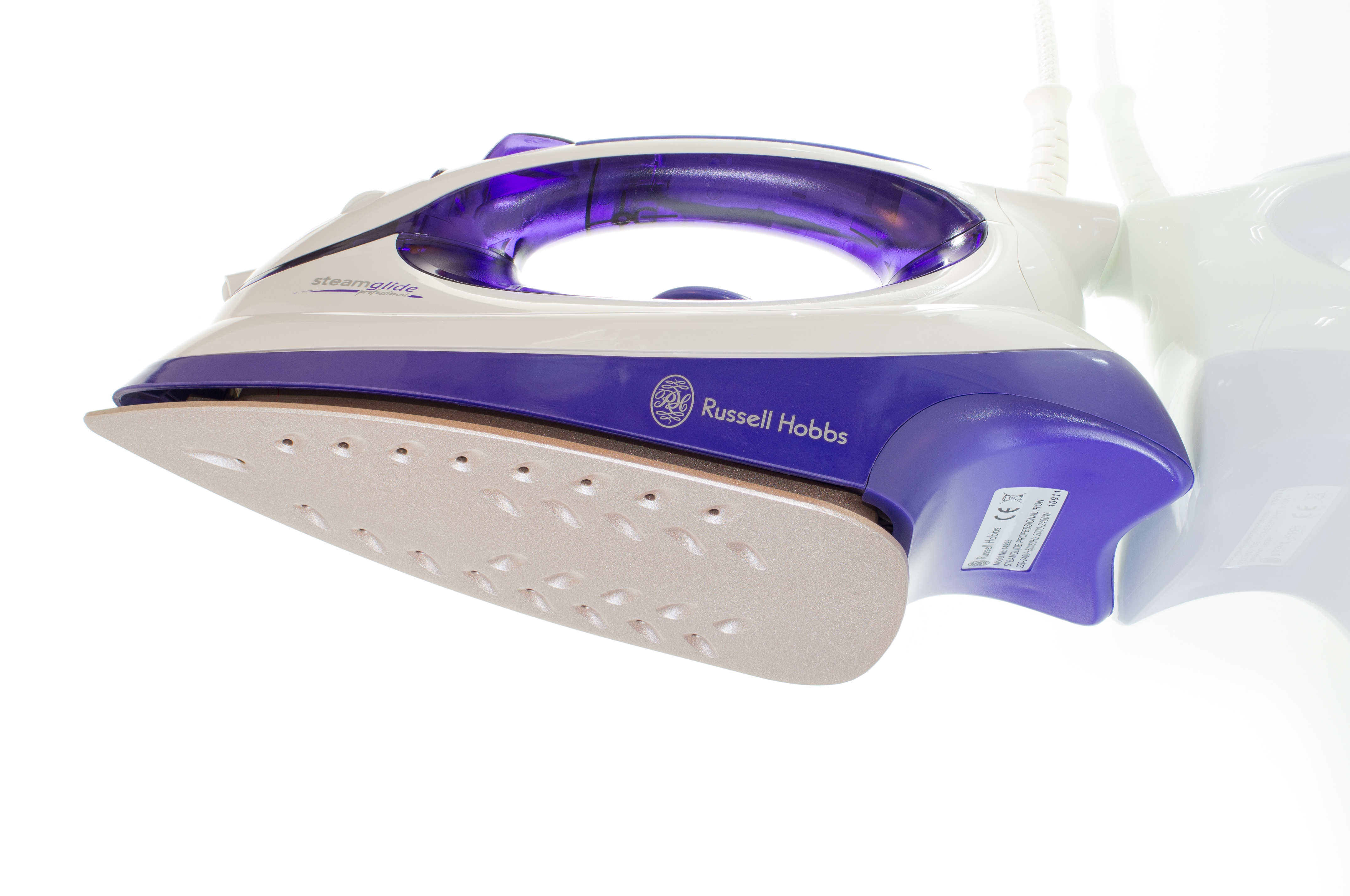
전기 다리미

다리미는 열과 압력을 이용해 세탁된 옷감의 주름을 펴주는 일종의 도구이다. 옷을 세탁하는 과정의 마지막 단계이자 다리미를 이용해 옷의 주름을 펴는 것을 다림질이라고 한다. 가정용 다리미의 작동 온도 범위는 일반적으로 121°C(250°F)~182°C(360°F)이다. 영어로는 아이언(iron)이라고 하는데 이는 역사적으로 이 장치를 만들었던 금속인 철의 영단어 아이언(iron)의 이름을 따서 명명되었다.
다림질은 고분자 섬유 소재에 존재하는 긴 분자 사슬 사이의 연결을 느슨하게 하여 작동한다. 다리미판의 열과 무게로 인해 섬유가 늘어나고 직물은 식었을 때 새로운 모양을 유지한다. 면과 같은 일부 재료는 분자간 결합을 풀기 위해 물을 사용해야 한다.

## 역사
17세기부터 다리미가 본격적으로 사용되기 시작되었는데, 19세기부터는 '숯불 다리미'가 영국에서 사용되기 시작되었고, 현대에 들어선 이후에는 전기를 이용한 다리미가 본격적으로 개발되기 시작하였다.
전기가 도입되기 전에 철은 불이나 내부 장치를 통해 연소되어 가열되었다. "전기 다리미"는 미국인 헨리 실리 화이트(Henry Seely White)에 의해 발명되었으며 1882년 6월 6일에 특허를 받았다. 무게는 거의 6.8kg에 달했고 가열하는 데 오랜 시간이 걸렸다. 영국 전기협회는 1880년 프랑스에서 탄소아크를 이용한 전기다리미가 등장했다고 전했지만 이는 의심스러운 일로 여겨진다.
가장 오래된 종류의 철 중 두 가지는 타는 물질로 채워진 용기이거나 직접 가열할 수 있는 단단한 금속 덩어리였다.
뜨거운 석탄을 채운 금속 팬은 기원전 1세기 중국에서 직물을 매끄럽게 만드는 데 사용되었다. 이후의 디자인은 뜨거운 석탄을 채울 수 있는 철 상자로 구성되었으며, 풀무를 부착하여 주기적으로 공기를 공급해야 했다. 19세기 후반과 20세기 초반에는 등유, 에탄올, 고래기름, 천연가스, 탄화물 가스(탄화물 램프와 마찬가지로 아세틸렌), 심지어 휘발유와 같은 연료로 가열되는 철이 많이 사용되었다. 일부 주택에는 조명 외에 철과 같은 가전제품을 작동하기 위해 천연가스나 카바이드 가스를 여러 방으로 분배하는 파이프 시스템이 설치되어 있었다. 화재 위험에도 불구하고 액체연료 다리미는 제2차 세계대전까지 미국 시골 지역에서 판매되었다. 인도 케랄라에서는 열량이 비슷하기 때문에 숯 대신 코코넛 껍질을 태워 사용했다. 이 방법은 정전이 잦아 지금도 백업 장치로 활용되고 있다. 다른 상자 다리미에는 뜨거운 석탄 대신 가열된 금속 삽입물이 사용되었다.
17세기부터 sadirons 또는 sad iron(1800년대까지 영어로 사용된 "solid"를 의미하는 중세 영어 "sad"에서 유래)이 사용되기 시작했다. 이것들은 삼각형 모양의 손잡이가 달린 두꺼운 주철판으로 불이나 난로에서 가열되었다. '플랫 아이언'(flat iron)이라고도 불렸다. 세탁소 직원은 단일 소스에서 가열되는 견고한 다리미 클러스터를 사용한다. 현재 사용 중인 다리미가 냉각되면 뜨거운 다리미로 빠르게 교체할 수 있다.
산업화된 세계에서 이러한 디자인은 전류에 의한 저항 가열을 사용하는 전기 다리미로 대체되었다. 밑판이라고 불리는 열판은 알루미늄이나 스테인레스 스틸로 최대한 매끄럽게 연마되어 만들어진다. 금속판 아래의 마찰을 줄이기 위해 저마찰 내열 플라스틱으로 코팅되는 경우도 있다. 가열 요소는 선택된 온도를 유지하기 위해 전류를 켜고 끄는 온도 조절 장치에 의해 제어된다. 저항 가열 전기 다리미의 발명은 1882년 뉴욕 시의 헨리. W. 실리(Henry W. Seeley)에 의해 이루어졌다. 같은 해에 탄소 아크로 가열된 다리미가 프랑스에 소개되었지만 성공하기에는 너무 위험했다. 초기 전기 다리미에는 온도를 쉽게 조절할 수 있는 방법이 없었으며, 최초의 온도 조절식 전기 다리미는 1920년대에 등장했다. 최초로 상업적으로 이용 가능한 전기 스팀 다리미는 1926년 뉴욕의 건조 및 청소 회사인 엘덱(Eldec)에 의해 출시되었지만 상업적인 성공을 거두지는 못했다. 전기 스팀 다리미 및 완충 장치에 대한 특허는 1934년 시카고의 막스 스콜니크(Max Skolnik)에게 부여되었다. 1938년 스콜니크는 뉴욕의 스팀오매틱 코퍼레이션(Steam-O-Matic Corporation)에 스팀 전기 다리미 제조 독점권을 부여했다. 이것은 어느 정도 인기를 얻은 최초의 스팀 다리미였으며 1940년대와 1950년대에 전기 스팀 다리미가 더욱 널리 사용되는 길을 이끌었다.

## 종류

### 숯불 다리미
용기에 숯불을 담아 이것의 열과 압력으로 옷의 주름을 펴는 다리미로, 보통 지름이 20cm 정도의 오목한 그릇 모양으로 주철로 만들어졌으며, 나무로 만든 긴 손잡이가 달려 있다.
다만 단점이 있는데 숯이 튀고 불똥이 흩날리는 탓에 자칫 방심하여 옷감을 태울 가능성이 높았는데 이 때문에 다소 보완된 숯불 다리미가 개발되었고 이것들은 보통 철 같은 성분으로 제작되었다.

### 전기 다리미
현대에 들어와서는 전기 다리미가 개발되기 시작하여 가정으로 보급되기 시작하였다. 전기 다리미는 운모판에 니크롬 선을 감은 발열체 부분을 바닥쇠와 중추쇠 사이에 끼워 열을 전하는 방식으로 옷감에 맞는 온도를 조절하기 위한 스위치가 달려 있다. 이 전기 다리미는 기존의 숯불 다리미보다 안전하고 편리하지만 안전 사고의 우려 또한 높아 전기 다리미는 안전을 위해 별도의 안전 장치를 달고 있다.

### 스팀 다리미
수증기, 이른바 스팀을 분출하는 다리미로 물을 넣어야 스팀 다리미의 작동이 가능하다. 스팀의 분출은 대부분 자동이지만 필요할 때만 스팀이 나오기를 원하는 소비자를 위해 스위치를 눌러야 작동되는 제품도 있다.
다만 온도가 높기 때문에 아기들의 피부에 오랜 시간 동안 스팀을 분출할 경우 아기들이 화상을 입을 수 있다.

## 위생
적절한 옷 다림질은 이로 인한 감염을 예방하는 효과적인 방법임이 입증되었다.

## 다림질
대부분의 옷감은 습기와 열과 압력을 주면, 주름이 펴지기도 하고 잡히기도 하면서 모양이 다듬어진다. 다림질을 할 때에는 옷감에 따라 온도·습기·압력 등을 적절히 조절한다. 직물의 세로를 먼저 다리고 다음에 가로를 다려서 올을 반듯하게 한다.
면이나 마는 물을 골고루 축이고 고온에서 빨리 다린다. 모직물은 직접 다리면 번쩍거리는 광택이 나므로 반드시 천을 덮고 그 위에 수분을 뿌리며 다린다. 화학섬유는 습기를 주고 다리는데, 열에 약한 것이 많으므로 온도 조절을 잘 해서 다려야 한다.
더러워진 옷을 다리면 때가 섬유 속으로 스며들기 때문에 세탁하지 않은 옷은 다리지 말아야 한다. 다림질을 할 때에는 높은 온도를 필요로 하는 면이나 마직물부터 다리기 시작하여 점차 낮은 온도로 다릴 수 있는 것을 다린다. 다음에는 플러그를 빼고 다릴 수 있는 것을 다려 전력의 소모를 줄인다. 모직물이나 모사·편물 등을 다릴 때는 증기 다리미를 이용하면 편리하다.
완전히 마른 상태에서 물을 골고루 뿌려 다려야 하며 옷의 소재에 알맞은 온도를 선택해야 한다. 다만 구겨졌다고 해서 무조건 다리미질을 하지 말아야 하며, 손으로 누르는 등에 일단 다림질을 하기 전에 최대한 펼 수 있는 데까지 펴고 그래도 주름이 남으면 그때 다림질을 하는 것이 바람직하다.

### 다림질 온도
다음은 의복의 소재에 따른 적정 다림질 온도이다.
- 아세테이트: 143 °C
- 아크릴: 135 °C
- 트리아세테이트: 200 °C
- 면: 204 °C
- 리넨: 230 °C
- 라이크라/스판덱스: 135 °C
- 나일론 6.6: 135 °C
- 폴리에스테르: 148 °C
- 실크: 148 °C
- 비스코스: 190 °C
- 울: 148 °C

## 같이 보기
- 다리미질
- 다듬이
- 플랫아이언 빌딩
- 헤어 아이언
- 가사지원 로봇
- 납땜인두